# 壇蜜の耳蜜
『壇蜜の耳蜜』（だんみつの みみみつ）は、文化放送で2013年5月と6月に特別番組として、7月からは定時番組として放送されている、壇蜜がパーソナリティを務めるラジオ番組である。2023年3月にレギュラー番組としてはいったん終了するが、特番としての放送は行われる予定。

## 番組概要
2013年5月3日に「文化放送ライオンズナイター」の予備番組「ライオンズナイターSET UPスペシャル」の企画として、第1弾が放送され、尾木直樹がゲスト出演。同時に「7月からのレギュラー化」が発表された。壇蜜にとっては、初めてのラジオ番組となる。
同年6月14日の第2弾は壇蜜自らの希望で、生放送が行われた。
スポンサーは2015年3月30日放送分までは全局付いておらず、同年4月6日放送分からは文化放送のみスポンサーが付いた。
投稿のあった内容（主に『猫ラーメン、見〜つけた』コーナーの、「耳を疑う話題」について）を事前に詳しく下調べする番組スタッフの事を、『進撃の巨人』になぞらえ「調査兵団」と呼ぶ。
葉書が採用されたリスナーへは、壇蜜のキスマーク付きで採用葉書が送り返され、電子メールが採用されたリスナーへは、ノベルティの "ラズベリーちゃん" "ももちゃん" "いちごちゃん" の3種の中から1種（内容は明かされていない）がプレゼントされる（以前はももちゃん1種であった。ももちゃん以前はピンク綿棒がプレゼントされた）。

## 出演者
- 壇蜜 - パーソナリティ
- 山田弥希寿（文化放送アナウンサー）- アシスタント（2020年5月18日、5月25日、2020年11月2日〜）[2]

### 過去の出演者
- 太田英明（文化放送アナウンサー）- アシスタント[3]（2013年5月3日〜2020年10月26日） 放送事業本部 編成局長に就任した為、降板。
- 野村邦丸（フリーアナウンサー）- 代理アシスタント（2022年6月13日、6月20日、6月27日）
- 砂山圭大郎（文化放送アナウンサー）- 代理アシスタント（2020年11月30日、2020年12月7日）

### ゲスト
- 尾木直樹（スペシャル版 第1弾）
- 麻美ゆま（2014年5月19日、2015年5月、2017年、2019年3月）
- 茜屋日海夏（i☆Ris）（2015年10月26日）[4]
- 小林武史（2016年11月7日）[5]

## 放送日時

### 特番
第1回
- 文化放送：2013年5月3日 19:00 - 20:00
- 新潟放送：2013年5月5日 24:25 - 25:55（30分に編集したものを放送）
- 高知放送：2013年5月12日 20:00 - 20:30（同上）
- 秋田放送：2013年5月25日 23:00 - 23:30（同上）

第2回
- 文化放送：2013年6月14日 19:00 - 20:00（生放送）

ベストセレクション
- 文化放送 : 2023年5月3日 14:00 -15:30

### レギュラー
| 放送時間        | 放送局   | 対象地域   | 備考/遅れ幅 |
| --------------- | -------- | ---------- | ----------- |
| 月曜21:00-21:30 | 文化放送 | 関東広域圏 | 制作局      |
| 火曜21:30-22:00 | 信越放送 | 長野県     | 1日遅れ     |
| 土曜20:00-20:30 | 新潟放送 | 新潟県     | 5日遅れ     |
|                 | 秋田放送 | 秋田県     | 同上        |

#### 2021年4月から
| 放送時間        | 放送局   | 対象地域   | 備考/遅れ幅       |
| --------------- | -------- | ---------- | ----------------- |
| 月曜20:00-20:30 | 文化放送 | 関東広域圏 | 制作局            |
| 火曜21:30-22:00 | 信越放送 | 長野県     | 1日遅れ           |
| 土曜21:00-21:30 | 新潟放送 | 新潟県     | 5日遅れ           |
| 日曜17:00-17:30 | 山梨放送 | 山梨県     | 2022年3月13日まで |
| 土曜20:00-20:30 | 秋田放送 | 秋田県     |                   |

#### 2020年10月から
| 放送時間        | 放送局   | 対象地域   | 備考/遅れ幅              |
| --------------- | -------- | ---------- | ------------------------ |
| 月曜20:00-20:30 | 文化放送 | 関東広域圏 | 制作局                   |
| 火曜21:30-22:00 | 信越放送 | 長野県     | 1日遅れ                  |
| 土曜21:00-21:30 | 新潟放送 | 新潟県     | 5日遅れ                  |
| 日曜15:00-15:30 | 北陸放送 | 石川県     | 6日遅れ                  |
| 日曜17:00-17:30 | 山梨放送 | 山梨県     | 2020年11月30日ネット再開 |
| 日曜17:30-18:00 | 秋田放送 | 秋田県     |                          |

#### 2018年10月から
- 文化放送（制作局）：毎週月曜 19:30 - 20:00
- 信越放送：毎週火曜 21:30 - 22:00（文化放送から1日遅れ)
- 山陽放送：毎週木曜 21:00 - 21:30 （2018年10月4日 - 、文化放送から3日遅れ）

#### 2017年10月から2018年3月まで
- 文化放送（制作局）：毎週月曜 19:30 - 20:00
- 信越放送：毎週火曜 18:30 - 19:00（2017年10月3日 - 、文化放送から23時間遅れ)
- 山形放送：毎週木曜 18:15 - 18:45（2017年10月5日 - 、文化放送から3日遅れ)
- 静岡放送：毎週土曜 20:00 - 20:30（ - 2018年3月31日、文化放送から5日遅れ）
- 新潟放送：毎週土曜 21:00 - 21:30（2017年10月7日 - 、文化放送から5日遅れ）
- 北陸放送：毎週日曜 15:00 - 15:30（2017年10月8日 - 、文化放送から6日遅れ）
- 秋田放送：毎週日曜 17:30 - 18:00（文化放送から6日遅れ）

#### 2017年4月から2017年9月まで
- 文化放送（制作局）：毎週月曜 19:30 - 20:00
- 信越放送：毎週月曜 19:30 - 20:00（2017年4月3日 - 、文化放送と同時ネット)
- 静岡放送：毎週土曜 20:00 - 20:30（文化放送から5日遅れ）
- 秋田放送：毎週日曜 17:30 - 18:00（2017年4月9日 - 、文化放送から6日遅れ）
- 北陸放送：毎週日曜 18:30 - 19:00（文化放送から6日遅れ）

#### 2016年10月から2017年3月まで
- 文化放送（制作局）：毎週月曜 19:30 - 20:00
- 信越放送：毎週火曜 18:30 - 19:00 （2016年9月27日 - 、文化放送から1日遅れ）
- 静岡放送：毎週土曜 18:30 - 19:00 → 2017年1月7日から 毎週土曜 20:00 - 20:30（2016年10月1日 - 、文化放送から5日遅れ）
- 新潟放送：毎週土曜 23:00 - 23:30 （2016年10月1日 - 、文化放送から5日遅れ）
- ラジオ大阪：毎週日曜 5:23 - 6:00[11]（ - 2016年10月30日、文化放送から6日遅れ）
- 秋田放送：毎週日曜 18:30 - 19:00（文化放送から6日遅れ）
- 北陸放送：毎週日曜 18:30 - 19:00（文化放送から6日遅れ）
- 岐阜放送[12]：毎週日曜 21:00 - 21:30（2016年10月2日 - 、文化放送から6日遅れ）

#### 2016年4月から2016年9月まで
- 文化放送（制作局）：毎週月曜 19:30 - 20:00
- 信越放送：毎週月曜 19:30 - 20:00 （2016年4月4日 - 、文化放送と同時ネット）
- 南海放送：毎週金曜 22:50 - 23:20 （2016年4月1日 - 、文化放送から4日遅れ）
- 静岡放送：毎週土曜 18:30 - 19:00 （2016年4月2日 - 、文化放送から5日遅れ）
- 山形放送：毎週土曜 19:30 - 20:00 （2016年4月2日 - 、文化放送から5日遅れ）
- 新潟放送：毎週土曜 23:00 - 23:30 （2016年4月2日 - 、文化放送から5日遅れ）
- ラジオ大阪：毎週日曜 5:23 - 6:00[11]（文化放送から6日遅れ）
- 秋田放送：毎週日曜 18:30 - 19:00（文化放送から6日遅れ）
- 北陸放送[13]：毎週日曜 18:30 - 19:00（2016年4月3日 - 、文化放送から6日遅れ）
- 岐阜放送[12]：毎週日曜 21:00 - 21:30（文化放送から6日遅れ）

#### 2015年10月から2016年3月まで
- 文化放送（制作局）：毎週月曜 19:30 - 20:00
- 南海放送：毎週月曜 23:00 - 23:30 （文化放送から3時間30分遅れ）
- 熊本放送：毎週木曜 21:00 - 21:30 （2015年10月1日 - 、文化放送から3日遅れ）
- 信越放送：毎週金曜 18:30 - 19:00 （2015年10月2日 - 、文化放送から4日遅れ）
- 静岡放送：毎週土曜 18:30 - 19:00 （2015年10月3日 - 、文化放送から5日遅れ）
- 長崎放送：毎週土曜 19:30 - 20:00 （2015年10月3日 - 、文化放送から5日遅れ）
- 新潟放送：毎週土曜 23:00 - 23:30 （2015年10月3日 - 、文化放送から5日遅れ）
- ラジオ大阪：毎週日曜 5:23 - 6:00[11]（文化放送から6日遅れ）
- 秋田放送：毎週日曜 18:30 - 19:00 （文化放送から6日遅れ）
- 岐阜放送：[14]：毎週日曜 21:00 - 21:30（文化放送から6日遅れ）
- STVラジオ：毎週日曜 23:00 - 23:30 （2015年10月4日 - 、文化放送から6日遅れ）

#### 2015年4月から2015年9月まで
- 文化放送（制作局）：毎週月曜 19:30 - 20:00
- 南海放送：毎週月曜 23:00 - 23:30 （2015年3月30日 - 、文化放送から3時間30分遅れ）
- 熊本放送：毎週木曜 23:30 - 24:00 （2015年4月2日 - 、文化放送から3日遅れ）
- 信越放送：毎週土曜 18:30 - 19:00 （2015年4月4日 - 、文化放送から5日遅れ）
- 静岡放送：毎週土曜 18:30 - 19:00 （2015年4月4日 - 、文化放送から5日遅れ）
- 長崎放送：毎週土曜 19:30 - 20:00 （2015年4月4日 - 、文化放送から5日遅れ）
- RKB毎日放送：毎週土曜 20:00 - 20:30[15] （2015年4月4日 - 、文化放送から5日遅れ）
- 新潟放送：毎週土曜 23:00 - 23:30 （2015年4月4日 - 、文化放送から5日遅れ）
- ラジオ大阪：毎週日曜 5:23 - 6:00[11]（文化放送から6日遅れ）
- 秋田放送：毎週日曜 18:30 - 19:00 （文化放送から6日遅れ）
- 岐阜放送：毎週日曜 21:00 - 21:30（文化放送から6日遅れ）
- STVラジオ：毎週日曜 26:00 - 26:30 （2015年4月5日 - 、文化放送から6日遅れ）
- 北陸放送：毎週月曜 19:00 - 19:30 （2015年3月30日 - 、文化放送から7日遅れ）

#### 2014年10月から2015年3月まで
- 文化放送（制作局）：毎週月曜 19:30 - 20:00
- 南海放送：毎週火曜 23:30 - 24:00 （文化放送から1日遅れ）
- 山梨放送：毎週水曜 21:00 - 21:30 （2014年10月1日 - 、文化放送から2日遅れ）
- ラジオ福島：毎週土曜 19:00 - 19:30 （2014年10月11日 - 、文化放送から5日遅れ）
- 北陸放送：毎週土曜 19:00 - 19:30 （文化放送から5日遅れ）
- STVラジオ：毎週土曜 19:30 - 20:00 （2014年10月4日 - 、文化放送から5日遅れ）
- 長崎放送：毎週土曜 19:30 - 20:00 （2014年10月4日 - 、文化放送から5日遅れ）
- RKB毎日放送：毎週土曜 22:00 - 22:30 （文化放送から5日遅れ）
- 新潟放送：毎週土曜 23:00 - 23:30 （2014年10月4日 - 、文化放送から5日遅れ）
- ラジオ大阪：毎週日曜 5:23 - 6:00[11]（2014年10月5日 - 、文化放送から6日遅れ）
- 山口放送：毎週日曜 18:00 - 18:30 （2014年10月5日 - 、文化放送から6日遅れ）
- 秋田放送：毎週日曜 18:30 - 19:00 （文化放送から6日遅れ）
- 信越放送：毎週日曜 19:30 - 20:00 （2014年10月5日 - 、文化放送から6日遅れ）
- 岐阜放送：毎週日曜 21:00 - 21:30（2014年10月5日 - 、文化放送から6日遅れ）
- IBC岩手放送：毎週日曜 21:30 - 22:00 （文化放送から6日遅れ）

#### 2014年4月から2014年9月まで
- 文化放送（制作局）：毎週月曜 19:30 - 20:00
- 南海放送：毎週火曜 23:30 - 24:00 （2014年4月1日 - 、文化放送から1日遅れ）
- ラジオ福島：毎週土曜 19:00 - 19:30 （2014年4月5日 - 、文化放送から5日遅れ）
- 北陸放送：毎週土曜 19:00 - 19:30 （2014年4月5日 - 、文化放送から5日遅れ）
- 新潟放送：毎週土曜 19:30 - 20:00 （2014年4月5日 - 、文化放送から5日遅れ）
- 長崎放送：毎週土曜 19:30 - 20:00 （2014年4月5日 - 、文化放送から5日遅れ）
- 山梨放送：毎週土曜 21:00 - 21:30 （2014年4月5日 - 、文化放送から5日遅れ）
- RKB毎日放送：毎週土曜 22:00 - 22:30 （2014年4月5日 - 、文化放送から5日遅れ）
- ラジオ大阪：毎週日曜 5:30 - 6:00[16] （文化放送から6日遅れ）
- 秋田放送：毎週日曜 18:30 - 19:00 （文化放送から6日遅れ）
- 山口放送：毎週日曜 20:00 - 20:30 （2014年4月6日 - 、文化放送から6日遅れ）
- IBC岩手放送：毎週日曜 21:30 - 22:00 （文化放送から6日遅れ）
- 信越放送：毎週日曜 24:45 - 25:15 （2014年7月13日 - 、文化放送から6日遅れ）[17]
- STVラジオ：毎週日曜 26:00 - 26:30 （2014年4月6日 - 、文化放送から6日遅れ）[18]

#### 2013年10月から2014年3月まで
- 文化放送（制作局）：毎週月曜 19:30 - 20:00 （2013年9月30日 - ）
- 南海放送：毎週水曜 18:00 - 18:30 （2013年10月2日 - 、文化放送から2日遅れ）
- 山梨放送：毎週木曜 21:00 - 21:30 （2013年10月3日 - 、文化放送から3日遅れ）
- 信越放送：毎週金曜 18:30 - 19:00 （2013年10月4日 - 、文化放送から4日遅れ）
- RKB毎日放送：毎週金曜 21:30 - 22:00 （2013年10月11日 - 、文化放送から4日遅れ）
- 東海ラジオ：毎週土曜 20:00 - 20:30（2013年10月12日 - 、文化放送から5日遅れ）
- STVラジオ：毎週土曜 21:00 - 21:30 （2013年10月5日 - 、文化放送から5日遅れ）
- ラジオ大阪：毎週日曜 5:30 - 6:00[16] （2013年10月6日 - 、文化放送から6日遅れ）
- 山口放送：毎週日曜 18:00 - 18:30 （2013年10月6日 - 、文化放送から6日遅れ）
- 秋田放送：毎週日曜 18:30 - 19:00 （2013年10月6日 - 、文化放送から6日遅れ）
- 北陸放送：毎週日曜 20:30 - 21:00 （2013年10月6日 - 、文化放送から6日遅れ）
- IBC岩手放送：毎週日曜 21:30 - 22:00 （2013年10月6日 - 、文化放送から6日遅れ）
- 山陽放送：毎週日曜 22:00 - 22:30 （2013年10月6日 - 2014年3月30日、文化放送から6日遅れ）

#### 2013年7月から2013年9月まで
- 文化放送（制作局）：毎週月曜 18:35 - 18:45 （2013年7月1日 - 2013年9月23日）[19]
- 秋田放送：毎週火曜 18:00 - 18:10 （2013年7月2日 - 、文化放送から1日遅れ）
- 東北放送：毎週金曜 16:40 - 16:50 （2013年7月5日 - 、文化放送から4日遅れ）
- RKB毎日放送：毎週土曜 19:50 - 20:00 （2013年7月6日 - 、文化放送から5日遅れ）[20]
- 山陽放送：毎週日曜 21:45 - 21:55 （2013年7月7日 - 、文化放送から6日遅れ）
- IBC岩手放送：毎週日曜 22:10 - 22:20 （2013年7月7日 - 、文化放送から6日遅れ）
- STVラジオ：毎週日曜 23:20 - 23:30 （2013年7月7日 - 、文化放送から6日遅れ）

## 30分版の主なコーナー
- 小耳にはさんだ 耳蜜な情報
- お便り（BGM…10分版：まど・みちお「やぎさんゆうびん」、30分版：ビートルズ「Please Mr. Postman」）
- 猫ラーメン、見〜つけた（BGM：ちいさい秋みつけた）
  - ハンサム ラーメン（東京都板橋区大谷口上町のラーメン店）の様に思わず二度聞き、三度聞きしたくなる耳を疑う話題（ネーミングセンス可）を紹介。
  - 2013年9月30日（30分版初回） - 2014年6月30日までは、コーナー名が「ハンサム ラーメン、見〜つけた」だった。レギュラー番組一周年を機に、コーナー名を改題し、ネーミングセンスだけでなく「猫とラーメンにまつわるエピソード」などを募集している。